# Michel Chatelais
Michel Chatelais (* 27. Mai 1933 in Ceaucé, Département Orne; † 10. Juli 1994 ebenda) war ein französischer Diplomat. Er war unter anderem Botschafter seines Landes in Togo, Jugoslawien und dem Libanon.

## Leben
Michel Chatelais schloss 1956 ein Studium an der École nationale de la France d’Outre-Mer (ENFOM) in Paris ab und trat in den diplomatischen Dienst ein. Von 1985 bis 1989 war er Directeur des affaires africaines et malgaches, leitete also den Bereich Afrika einschließlich Madagaskar. Am 16. Februar 1989 wurde er Botschafter in Jugoslawien. Im Zusammenhang mit der Beteiligung Frankreichs an der Operation Sky Monitor wurde er im April 1992 aus Belgrad abgezogen. Am 26. Februar 1993 wurde er Botschafter in Beirut. Dort wurde er am 2. Mai 1994 von Jean-Pierre Lafon abgelöst, nachdem bei ihm ein Krebsleiden diagnostiziert worden war, dem er wenige Monate später, am 10. Juli 1994, im Alter von 61 Jahren erlag.